# Flaszka (skała)

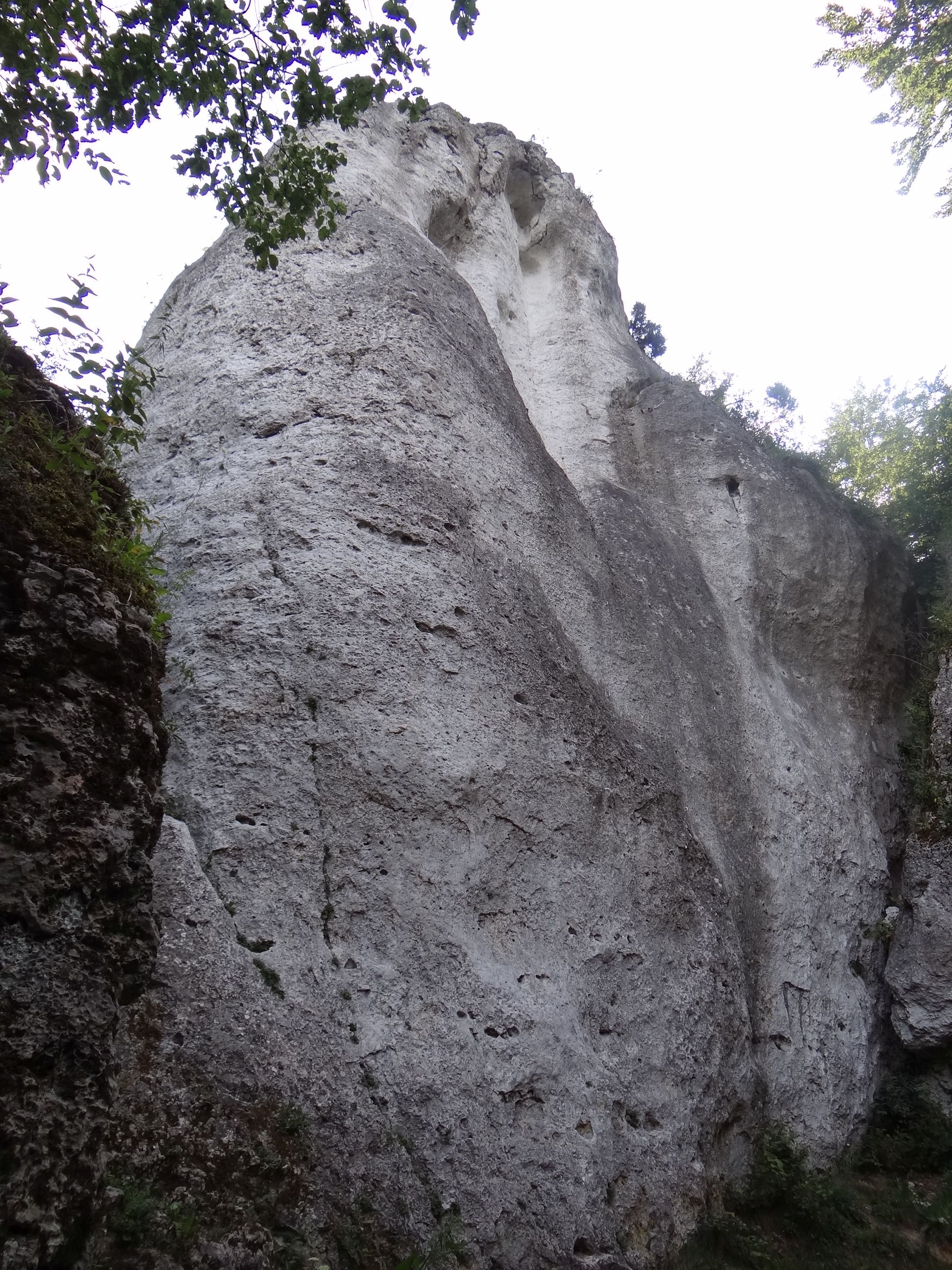
Flaszka od północy

Flaszka – skała na Wyżynie Częstochowskiej w miejscowości Rzędkowice w województwie śląskim, w powiecie zawierciańskim, w gminie Włodowice. Jest jedną ze Skał Rzędkowickich. Wraz z Okiennikiem (Turnią nad Garażem) i Słoneczną Turnią tworzy jedną grupę skalną. Znajduje się w lesie po północno-zachodniej stronie Słonecznej Turni.
Zbudowana jest z wapieni i ma wysokość 20 m. Jest połoga, pionowa lub przewieszona i znajdują się w niej takie formacje skalne jak: rysy, filar i zacięcie.

## Drogi wspinaczkowe
Przez wspinaczy skalnych opisywana jest w sektorze Okiennika. Ściany wspinaczkowe o wystawie północnej i wschodniej. Jest na nich 14 dróg wspinaczkowych o trudności od III do VI.5 w skali Kurtyki oraz trzy projekty. Większość dróg ma trudność VI.1-VI.5. Niemal wszystkie mają zamontowane stałe punkty asekuracyjne: ringi (r), stanowisko zjazdowe (st) lub ring zjazdowy (rz). Wśród wspianczy skalnych skała ma średnią popularność.

Flaszka
1. Bez nazwy; III, 10 m
2. Bez nazwy; V+, 11 m

Flaszka II
1. Flamenco; 6r + st, VI.1, 15 m
2. Coraz bliżej Andaluzji; 6r + st, VI.3+, 15 m

Flaszka III
1. Arktyczny wiatr ze wschodu; 6r + st, VI.4, 20 m
2. Projekt; 20 m
3. Kant flaszki; 8r + st, VI.1, 21 m

Flaszka IV
1. Prostowanie świni; 9r + st, VI.2+, 21 m
2. Krakowski syfon; 8r + st, VI.3, 21 m
3. Zawierciański syfon; 9r + st, VI.3+/4, 21 m
4. Wielka niewiadoma; 8r + st, VI.5, 17 m
5. Dżony Łoker; 6r + st, VI.5, 18 m
6. Kominek; III, 10 m
7. Gorące Klekoty; 2r + st, VI.3+, 15 m
8. Wieczór kawalerski; 4r + rz, VI.1+/2, 10 m
9. Dieta kawiorowa; 5r + st, VI.1, 11 m
10. Dieta pasztetowa; 4r + st, VI+, 11 m[3].